# Koncentrisk borg

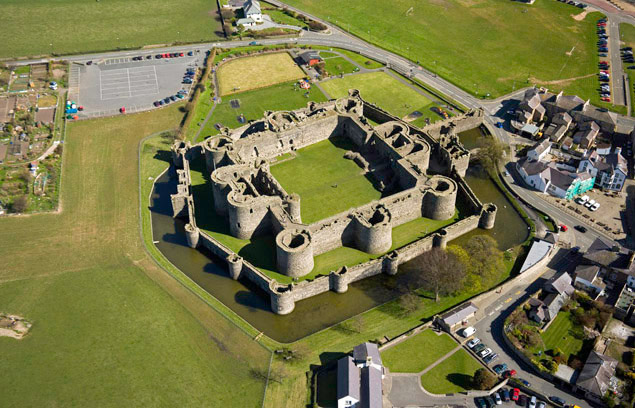
Flygbild av Beaumaris castle som visar principen för en koncentrisk planlösning.

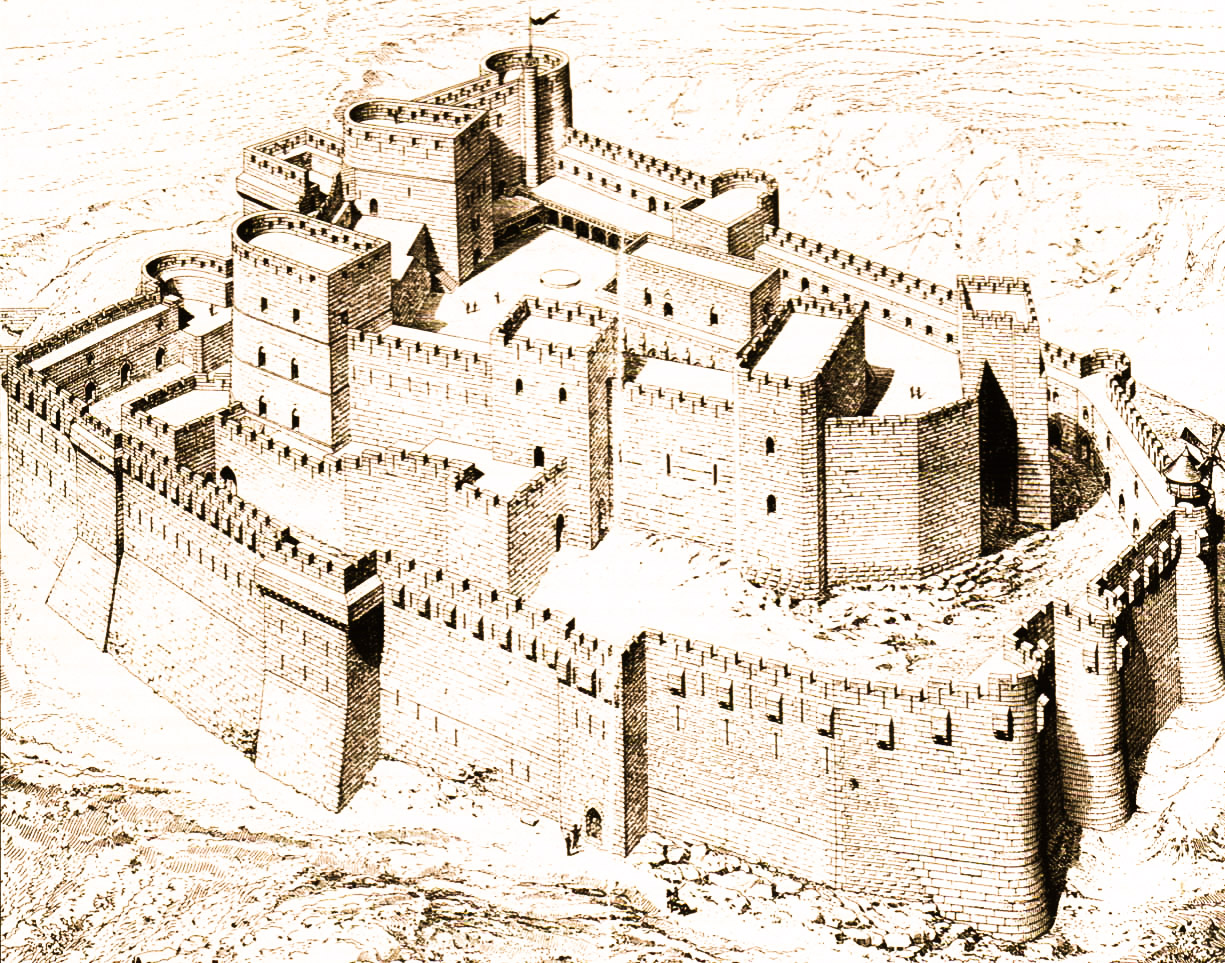
Krak des Chevaliers: en koncentrisk borg

En koncentrisk borg är en borg byggd med flera nivåer av "cirklar" av murar och som saknar ett centralt kärntorn. Generellt sett är de yttersta murarna lägst, och sedan ökar murarnas höjd ju längre in mot mitten man kommer. Murarna inkluderar torn och bastioner och är ofta krenelerade. Porttorn var ofta i form av en barbican.
Koncentriska borgar började byggas i Europa i slutet av 1100-talet som ett resultat av erfarenheter under korstågen och de var designade för att öka försvarsegenskaperna hos borgen. Försvararna på de högre murarna i mitten av borgen kunde skjuta pilar över de lägre murarna och därmed träffa fienden utanför murarna. Ytterligare en fördel var att om fienden skulle ta sig innanför den yttre muren så hade försvararna ytterligare en försvarsmur kvar.
Beaumaris Castle i Wales är ett typexempel på denna typ av fortifikation.